# Oxwall
Oxwall — вільне програмне забезпечення для створення соціальних мереж в інтернеті на основі ліцензії Commons Public Attribution License.

## Застосування
Oxwall був використаний, зокрема, Міжнародним консорціумом журналістів-розслідувачів для організації взаємодії між дослідниками інформації у так званих «панамських документах».